# Кученяєвське сільське поселення
Кученя́євське сільське поселення (рос. Кученяевское сельское поселение) — муніципальне утворення у складі Ардатовського району Мордовії, Росія. Адміністративний центр — село Кученяєво.

## Історія
Станом на 2002 рік існували Кельвядинська сільська рада (села Андрієвка, Кельвядні) та Кученяєвська сільська рада (село Кученяєво, селища Зоря, Ульяновка).
19 травня 2020 року було ліквідовано Кельвядинське сільське поселення, його територія увійшла до складу Кученяєвського сільського поселення.

## Населення
Населення — 941 особа (2019, 1247 у 2010, 1458 у 2002).

## Склад
До складу поселення входять такі населені пункти:
| Населений пункт   | Населення, осіб (2002) | Населення, осіб (2010) |
| ----------------- | ---------------------- | ---------------------- |
| Андрієвка, село   | 151                    | 132                    |
| Зоря, селище      | 3                      | 0                      |
| Кельвядні, село   | 405                    | 352                    |
| Кученяєво, село   | 899                    | 763                    |
| Ульяновка, селище | 0                      | -                      |